# Helia mollealis
Helia mollealis là một loài bướm đêm trong họ Erebidae.